# لاسنامه
لاسنامه (به لاتین: Lasnamäe) یکی از ناحیه‌های شهر تالین است. این ناحیه عمدتاً از آپارتمان‌های ساخته شده در دهه ۱۹۷۰ تا ۱۹۹۰ میلادی تشکیل شده است.

## خصوصیات
لاسنامه ۳۰٫۰ کیلومترمربع مساحت و ۱۱۸٬۵۵۷ نفر جمعیت دارد.